# Casa al passeig Bisbe Guillamet, 8 (Olot)
La Casa al passeig Bisbe Guillamet, 8 és un edifici d'Olot (Garrotxa) que forma part de l'Inventari del Patrimoni Arquitectònic de Catalunya.

## Descripció
És una casa entre mitgera, de planta rectangular i teulat a dues aigües. Disposa de baixos, dos pisos i golfes. Els baixos estan ocupats per locals comercials i per un passadís que mena a les cases de darrere; els murs són fets d'estuc imitant encoixinats de pedra. El primer pis té un ampli balcó central, amb tres portes d'accés; la central està coronada per un esgrafiat representant un escut llis i fullatges estilitzats; les altres obertures de la casa estan emmarcades per franges d'estuc de color gris, que contrasta amb la façana blanca. El segon pis disposa de doble finestra central i un balcó a cada costat. Les golfes estan ventilades per petites finestres, amb reixes fetes d'estuc. La cornisa és sostinguda per bigues de fusta.

## Història
Olot, a principis de la nostra centúria, viu moments de puixança demogràfica. Manuel Malagrida fa tirar endavant el projecte del Passeig de Barcelona, mentre s'acaba d'urbanitzar el Passeig d'en Blay i s'inicia la urbanització del Firalet o Bisbe Guillamet.